# 蟻の兵隊
『蟻の兵隊』（ありのへいたい）は、中国山西省日本軍残留問題を描いたドキュメンタリー映画。「蟻の兵隊」と呼ばれた残留日本兵の1人、奥村和一への現在の日本、中国東北部の行動を共にインタビュー形式をとっている。

## スタッフ
- 監督 ： 池谷薫
- 製作 ： 権洋子
- 撮影 ： 福居正治、外山泰三
- 編集 ： 田山晃一
- 音楽 ： 内池秀和
- 録音 ： 高津祐介

## キャスト
- 奥村 和一 - 元兵長、80歳。（2011年5月25日死去）
- 金子 傳 - 元中尉、85歳。
- 村山 隼人 - 元中尉、85歳。
- 小俣 佐夫郎 - 元上等兵、83歳。
- 藤田 博 - 80歳。
- 百々 和 - 元少尉、85歳。
- 森原 一 - 元少尉、81歳。
- 宮崎 舜市 - 元支那派遣総軍主任参謀、元中佐、97歳。元陸上自衛隊北部方面総監、元陸将。2006年11月7日に99歳で神奈川県鎌倉市の病院で死去。
- 増本 敏子
- 奥村 寿 - 奥村和一の妻。
- 段子 清
- 胡 平
- 岳 寿椿 - 閻錫山の元参謀。
- 劉 面煥 - 16歳当時に日本軍に暴行、輪姦されたと言う女性。

## 蟻の兵隊を観る会
『蟻の兵隊』の試写を観た人たちが中心となり、2006年3月4日に蟻の兵隊を観る会が発足した。『蟻の兵隊』を多くの人に観てほしいという思いを実現するために、2006年夏の公開までは、主にチケットの販売促進と宣伝、PRに努めてきた。2007年7月1日現在、全国で開催されている自主上映のサポートにも取り組んでいる。
2011年にはCS放送「衛星劇場」で放送された。

## 備考
作品中では、終戦記念日に靖国神社で演説をした小野田寛郎に対し、「小野田さん、侵略戦争を美化するんですか？」と尋ねると、小野田から「侵略ではない！だから言ったはずだ！開戦の詔書をよく読め！」と怒鳴られるシーンがある。

## 関連書籍
- 『私は「蟻の兵隊」だった―中国に残された日本兵』奥村和一、酒井誠・共著 ISBN 4005005373
- 『蟻の兵隊 日本兵2600人 山西省残留の真相』池谷薫・著 ISBN 4103051310